# Flavoparmelia salazinica
Flavoparmelia salazinica är en lavart som beskrevs av Elix. Flavoparmelia salazinica ingår i släktet Flavoparmelia och familjen Parmeliaceae.   Inga underarter finns listade i Catalogue of Life.